# Palasport Giuseppe Taliercio
Die Palasport Giuseppe Taliercio, meist nur Palasport Taliercio, ist eine Mehrzweckhalle in Mestre in der Region Venetien, Italien. Sie ist die Heimspielstätte des Basketballvereins Reyer Venezia Mestre und bietet Platz für etwas mehr als 3500 Besucher.

## Geschichte
Das Bauprojekt der Halle wurde Anfang der 1970er Jahre vom Architekten Ruggero Artico ausgearbeitet. Mit der Halle sollte eine erstligataugliche Spielstätte für den örtlichen Basketballverein Duco Mestre errichtet werden. Da die Gemeinde Venedig erst kurz zuvor mit dem Palasport „Giobatta Gianquinto“ – besser bekannt als Palasport „Arsenale“ – zuvor eine neue Basketballhalle für den Verein Reyer im Sestiere Castello in Auftrag gegeben hatte, wurde das Bauprojekt in Mestre ausschließlich von privaten Geldgebern gestützt. Die Gemeinde Venedig stellte lediglich den Baugrund zur Verfügung.
Die Halle wurde als trägerloser Kuppelbau zwischen 1974 und 1976 errichtet. Eine 70 m breite und 18 m hohe Alluminiumkuppel überspannt die Zuschauertribünen und das Spielfeld. Aufgrund einiger unerwarteter technischer Schwierigkeiten zog sich die Bauzeit in die Länge, die die Finanzierung in Frage stellten. 1975 übernahm die Gemeinde Venedig den Rohbau und stellte die Halle nach einem einjährigen Baustopp 1976 auf eigene Kosten fertig. Im Gegenzug sicherte sie sich den Besitz über die Halle. Die Gesamtkosten beliefen sich am Ende auf etwas weniger als eine Milliarde 300 Millionen Lire. Am 27. Januar 1978 wurde die Halle, damals noch Palasport Mestre, offiziell eingeweiht.
Nach der Ermordung des Geschäftsführers der petrochemischen Anlage Montedison in Marghera, Giuseppe Taliercio, im Juli 1981 durch die Roten Brigaden, wurde die Halle ihm zu Ehren umbenannt.
Die Halle wird seit Beginn der 1990er Jahre für die Heimspiele von Reyer Venezia Mestre genutzt, nachdem zuvor dort die Lokalrivalen aus Mestre ihre Spiele austrugen.

## Nutzung
Neben den Heimspielen der Herren- und Frauenmannschaften von Reyer Venezia Mestre wird die Halle auch für kulturelle Veranstaltungen wie Konzerte genutzt. Sie verfügt über insgesamt 6 Umkleidekabinen mit sanitären Einrichtungen, einen Presse- und Fitnessraum.